# 淮河
淮河（わいが、拼音: Huái Hé）は、中華人民共和国を流れる川の一つで、長江・黄河に次ぐ第三の大河。古くは「河」が黄河の固有名詞であったので、淮水と呼んだ。長さは1,078キロメートル (km)、流域面積は174,000平方キロメートル (km2)に及ぶ。
淮河は、黄河と長江の間を東西に流れており、下流にある湖で二手に分かれ、放水路は黄海に注ぎ、本流は長江につながっている。その下流は平坦な低地を通っており、流路が複雑なため洪水を起こしやすく非常に治水が難しい。このため「壊河（ピンインではHuài Hé）」の異名がある。

## 華北と華南の境界

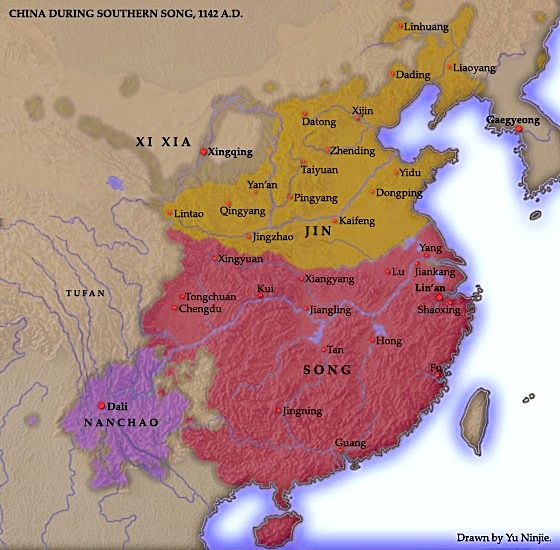
金（北）と南宋（南）の地図。淮河が境界となっていた

淮河および秦嶺山脈を結ぶ線（秦嶺・淮河線）を境に、中国の南北では地理や気象条件などが異なり、伝統的に華北と華南の境界線とみなされている。華北と華南の境界とされてきたことから、文化などに各種の差異がみられる。
秦嶺・淮河線は年間降水量1000ミリメートルの線とほぼ一致し、たとえば北は小麦中心の畑作農業地帯で、南はコメ中心の水田地帯となっている。また淮河の北は陸路中心の交通、南は河川交通中心で「南船北馬」ともいわれている。こうした農業生産物や交通の違いは政策の差や軍事行動に影響するため、中国が南北に分裂していた時代は淮河が境界線になったことが多かった。
淮河より北の地域では、PM2.5を含む全浮遊粒子状物質（TSP）の大気中の濃度が南側より格段に高いという観測結果が出た。住民の平均余命も、南側より5.5年北側の方が短いことが米中などの共同研究で分かった。淮河より北の地方では、石炭などによる暖房整備（一般的なスチーム暖房は中国語で「暖気」と呼ばれ、燃料となるのは石炭）を重点的に進めた政策により、深刻な大気汚染がより進んだ影響とみられる。

## 流路
淮河は河南省の桐柏山・老鴉叉に源流を発し、同地は2009年に中華人民共和国国家級風景名勝区に認定された。河南省、安徽省、江蘇省の3つの省を通り、途中江蘇省で洪沢湖という中国第4位の巨大な淡水湖を形成し、一部はここで分かれて黄海に注ぎ、残りは三江営で長江に流入している。源流から河口までの落差はわずか200メートル (m)にすぎない。
河南省と安徽省の境の洪河口までが上流で、長さは360 km・落差178 m・流域面積は30,600 km2に達する。洪河口から洪沢湖の出口・中渡までが中流で、長さは490 km・落差は16 m・流域面積は158,000 km2になる。中渡から三江営の長江流入地点までは150 kmで、落差6 mとなる。

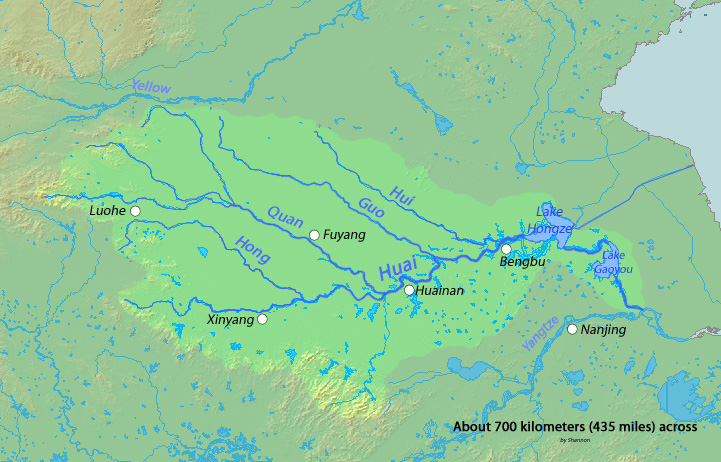
淮河水系の地図

また渦河・沙河・洪河など、華北平野の黄河より南を流れる川は、天井川である黄河に合流することができないため、南へ流れて淮河の支流になっている。これらの川には、むかし黄河本流だった河道を流れる川もある。
おもな支流には、北岸の最大の支流・沙潁河（潁河）、南岸の最大の支流・史灌河など安徽省や河南省を流れる河川がある。また、山東省南部の沂沭泗河水系（沂河、沭河、泗河の三つの河川およびその支流からなる）はかつては淮河の大きな支流であり、現在も大運河などを経て淮河につながっている。泗水は、古代には淮水と並び、中原から江淮地方を結ぶ大動脈であった。

## 流路の変化と治水
淮河の流路は激しく変化してきた。かつて淮河は今日の江蘇省北部を通って黄海に注いでいた。しかし1194年、それまで渤海へ北流していた黄河が南に向きを変え泗水の流路へ流れ込み、さらに淮河河道へ合流するようになり、淮河は黄河の流れの強さに押しだされた。黄河が堆積した土砂は高く積もったため、淮河は流れをふさがれ、水は逆流してあふれ出し洪沢湖を形成し、多くの土地や町が水没した。洪沢湖に溜まった水は南へ迷走し、高郵湖、邵伯湖といった湖を作ったあと長江へと合流するようになった。沂沭泗河水系の各河川も江蘇省北部で出口をなくして迷走しながら大運河や黄海へ流れるようになった。
1855年に黄河は再び北に流れを変えたが、淮河は黄河旧河道（廃黄河）の堆積土砂による自然堤防のために元の流れに戻ることができず南に流れるままになり、安徽省・江蘇省境界付近でしばしば氾濫を繰り返した。1950年代以降、中華人民共和国によって淮河水系の上流でダム建設や植林、下流で排水路整備が進められた。特に江蘇省北部に設けられた放水路・蘇北灌漑総渠は、淮河旧河道に沿うかたちで淮河の水を洪沢湖から黄海へ流している。一方で、治水のため各支流に作られたダムのうち、汝河に建設された板橋ダムは1975年に台風3号（蓮娜台風）による大雨で決壊し、下流のダムも押し流して大洪水を引き起こした。

## 深刻な水質汚染と高い発がん率
淮河はここ40年ほど水質汚染が深刻である。淮河の河岸には、たとえば数十センチの高さにピンク色の異様な泡が打ち寄せられて異臭を放っているような場所が多々ある。流域の村で住民のがん発症率（発がん率）が異常に高く流域住民らが苦しめられていることを、ロイター通信のジャーナリストなどが告発し、国際的に問題になった。国際的批判が高まったことで中国政府も重い腰を上げざるを得なくなり、2005年になって調査を命じ、研究者などが現地で調査を行うことになった。
調査の結果、2013年、中国政府は、淮河の汚染の高いエリアと発がん率の高いエリアが一致していることを認める発表をした。流域の村では、住民が次々と様々な癌でバタバタと死んでゆく村、中国で癌村（がんむら）などと呼ばれている村、住民たちが高い確率で癌を発症する村がある。調査の結果、直腸癌などの発症率の悪化の程度が、中国の他の村に比べて5倍、という村もあることが判明した。
汚染の主なメカニズムとしては、淮河流域の化学工場などが淮河に汚染物質をたれ流しにした結果、淮河の水が化学物質で汚染され、それが地下経由で井戸に流入、中国では田舎の住民は飲料水を一般に井戸で得ているので、汚染されたその水を飲むことになり、がんを発症することになった、というメカニズムになっている。
対策として、中国政府は水質を改善するための浄水設備付きの水場を設け始めたが、広大な流域にまだ二十数か所ほどしか設置されておらず（2013年時点）、広大な流域に対して全然足りていない状況で、流域の住民の大多数は依然として発がんの危険にさらされ続けている。

## 支流
- 北岸の主な支流：洪汝河、沙潁河、西淝河、渦河、漴潼河、新汴河、奎濉河
- 南岸の主な支流：游河、溮河、竹竿河、寨河、潢河、白露河、史灌河、淠河、東淝河、池河

## テレビ番組
- 日経スペシャル ガイアの夜明け 中国“水の危機”を救え！～海を渡る日本のエコ技術～（2006年12月5日、テレビ東京）[5]。- 汚染の実態を取材。